# Władysław Wach
Władysław Wach (ur. 2 grudnia 1908 w Słomkowie w powiecie skierniewickim, zm. 1980) – polski działacz ludowy na Warmii i Mazurach, radny Wojewódzkiej Rady Narodowej w Olsztynie (1946–1950). 

## Życiorys
Po 1945 znalazł się na Warmii i Mazurach, gdzie uzyskał zatrudnienie w Urzędzie Pełnomocnika Rządu RP na okręg mazurski (Jakuba Prawina). Był członkiem Stronnictwa Ludowego, jednak w lutym 1946 przeszedł do PSL. Z ramienia ludowców zasiadał w Wojewódzkiej Radzie Narodowej w Olsztynie. Po przegranych przez partię wyborach z 1947 przeszedł do PSL „Odrodzenie”. 